# Formica gynocrates
Formica gynocrates é uma espécie de formiga do gênero Formica, pertencente à subfamília Formicinae.